# Niżni Durny Karb
Niżni Durny Karb (słow. Nižný pyšný zárez) – stosunkowo wybitna przełęcz w Durnej Grani w słowackiej części Tatr Wysokich. Oddziela od siebie dwie Durne Baszty: Pośrednią Durną Basztę na północy i Skrajną Durną Basztę na południu. Siodło znajduje się tuż pod wierzchołkiem Skrajnej Durnej Baszty.
Przełęcz jest wyłączona z ruchu turystycznego. Zachodnie stoki Niżniego Durnego Karbu opadają do Spiskiego Kotła, natomiast wschodnie do Klimkowego Żlebu – dwóch odgałęzień Doliny Małej Zimnej Wody i jej górnego piętra, Doliny Pięciu Stawów Spiskich. Najdogodniejsza droga dla taterników prowadzi z Klimkowego Żlebu, możliwe jest też wejście na przełęcz przez piarżysty kociołek od strony Spiskiego Kotła.
Pierwsze wejścia na Niżni Durny Karb miały miejsce przy okazji pierwszych przejść Durnej Grani.

## Przypisy

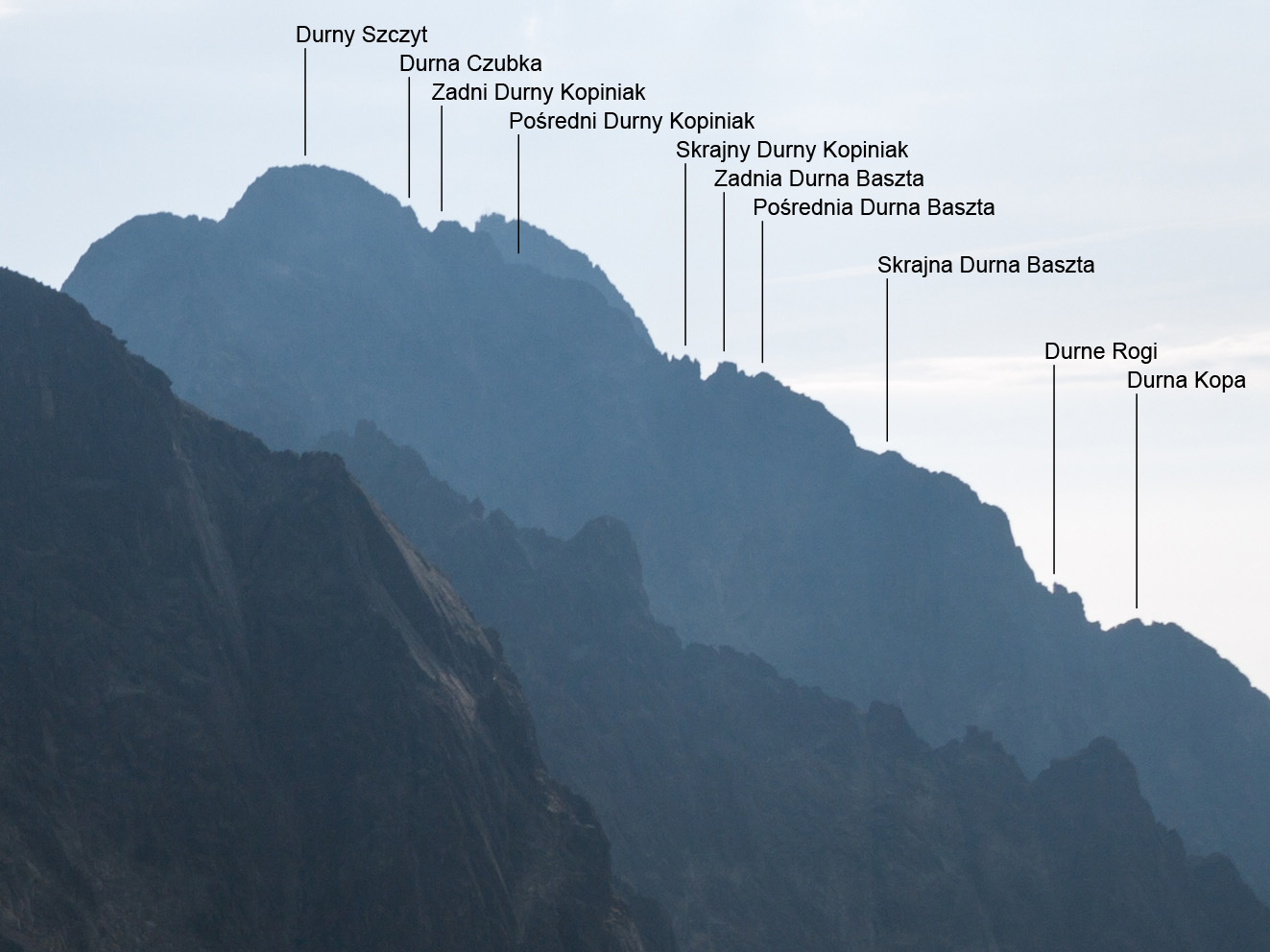
Widok na Durną Grań ze Śnieżnego Zwornika